# 第三次インドシナ戦争
第三次インドシナ戦争（だいさんしいんどしなせんそう、ベトナム語: Chiến tranh Đông Dương lần thứ ba、クメール語: សង្គ្រាមឥណ្ឌូចិនលើកទី៣、中国語: 第三次印度支那戰爭）は、1978年から勃発したカンボジア・ベトナム戦争と中越戦争を総称した呼び方である。ただし、これはあくまで「いう場合もある」という話であって、普段からこの二つの戦争を総称するような説が一般的なわけではない。
この戦争が勃発した時代はまさに冷戦の真っ最中であった。そしてその冷戦というのは資本主義や自由主義を掲げる西側諸国と社会主義や共産主義を掲げる東側諸国が対立し、時には戦争寸前まで対立が深まる事も珍しい事ではなかった。しかし、時には資本主義国同士や社会主義国同士でも対立が生じ、そこから戦争に発展してしまうような事も多かった。そして、そのある意味「同志国」同士の対立が戦争につながった例であるだけでなく、その戦争が国際社会をも巻き込んでしまったのである。
この戦争は同じ社会主義国同士の思想の違いが原因でベトナムとカンボジアが対立していた事やポル・ポト率いるカンボジア政府が自国民に対して大虐殺を行っていた事がきっかけとして、ベトナム軍がカンボジア内の反ポル・ポト派組織であるカンプチア救国民族統一戦線と共にカンボジアに対して武力攻撃を決行し侵攻した事で始まった。それに対して民主カンプチアは前述したとおり自国民や自国軍に対してまで大虐殺を行っていた事で自分から弱体化してしまっていたためベトナム軍には歯が立たず、開戦からわずか2週間で敗戦。政権は崩壊した。その後はベトナム軍とともにカンボジアに攻め込んだカンプチア救国民族統一戦線議長のヘン・サムリンを首班とする新政府が成立した。その新政府はカンプチア人民共和国と呼ばれる。
ところが、ベトナム軍やヘン・サムリンによって政権を追われたポル・ポトはジャングルへ逃げ、そこを拠点にゲリラ闘争を開始した。またこのポル・ポト率いるクメール・ルージュ（ポル・ポト派）の他にも元国王のノロドム・シハヌーク率いるフンシンペック（シハヌーク派）や元首相のソン・サン率いるクメール人民民族解放戦線（ソン・サン派）もこの反ベトナムのゲリラ闘争に参加し、後に民主カンプチア三派連合政権と呼ばれる亡命政府を結成した。なおこの三派は連合政権こそ組んでいるもののその思想は全く異なっており、ポル・ポト派は原始共産主義や極めて急進的な実験共産主義を掲げる極左であり、シハヌーク派は王党派で仏教に基づく王政社会主義を掲げる中道左派であり、またソン・サン派は共和主義や反共主義を掲げる右翼であるなどむしろ相容れないもので、ベトナムとヘン・サムリン政権という共通の敵のもとに団結していただけであった。なおベトナムとヘン・サムリン派は原始共産主義や実験共産主義などではなく普通の社会主義・共産主義を掲げる左翼であった。
そのような状況であったため民主カンプチア連合政権はその内部でも対立や争いがあり、1980年代頃の戦争後半においてはシハヌーク派やソン・サン派はむしろヘン・サムリン政権と融和政策を打ち出すようになっていった。またポル・ポト派はその過激な思想や以前の自国民大虐殺などによりかなり批判されていたため次第に孤立を深めていき、パリ和平協定により停戦した後のカンボジア和平においても国連による暫定統治後の新国家建設のための総選挙もボイコット。なおも新生カンボジア王国（現在のカンボジア）に対しても攻撃を加え続けた。
また前述したとおりこの戦争の原因の一つに同じ社会主義国同士の思想的対立があるとは既に解説したが、その対立が中ソ対立と呼ばれるソ連式社会主義と中国式社会主義の考え方の違いであった。そしてベトナムやヘン・サムリン派はソ連派で民主カンプチアは中国派であった。また、当時は米中国交正常化などを見ても分かる通り当時の中華人民共和国とアメリカ合衆国は関係を強化しており、ソン・サン派は反共右翼の親米派であったためアメリカの支援を受けていた。かくてかく、実際にカンボジアで政治の実権を握っていたのは親ベトナム政権であるヘン・サムリン政権であり、ヘン・サムリンは少なくとも以前のポル・ポトのような大虐殺は行わなかったのだが、国連での議席は中国やアメリカ、東南アジア諸国連合（特にタイ）が熱烈に支持したため反政府ゲリラに過ぎなかった民主カンプチア連合政権が保持し続けたのであった。
また中国は民主カンプチアと友好国であったためそのカンボジアを攻撃、崩壊させたベトナムを許せなかった。そのためベトナムへの「懲罰」として直接同国を攻撃。中越戦争が勃発した。またこの攻撃は中国は事前にアメリカや日本などにも伝えていたといわれ、また前述したようにこのように政権を追われた後のクメール・ルージュを直接的にせよ間接的にせよアメリカや日本が支援していた事もあり、ベトナムやソ連よりも過激な極左思想の持ち主であったポル・ポト率いるクメール・ルージュを支援したのは皮肉にもアメリカや中国、タイ、そして日本などの西側諸国であった。またタイに関しては民主カンプチア連合政権が国境から国内に侵入しても事実上黙認しており、基地提供や後方支援として事実上参戦していたとの説もある。

## 背景

### ソ連と中国の不和
スターリンの死後の1953年、フルシチョフがソビエト連邦の指導者となった。フルシチョフは、スターリンとその粛清を糾弾し（スターリン批判）、より穏健な共産主義政策を導入し、西側諸国との平和共存政策をとったことで、中国の指導者を激怒させた。毛沢東は、国家の求心力としてのカルト的な人格を主張する厳格なスターリニズムを貫いていたのである。中国の核兵器開発のための技術支援や基本的な経済政策をめぐる意見の相違は、ソビエトと中国を、世界における共産主義の影響力を持つ対立勢力としてさらに疎遠にした。1960年代に脱植民地化運動が活発化し、多くの国が暴力状態に陥ると、両共産主義勢力は様々な国の政治的支配権や内戦の戦いで競合する派閥を争うようになった。中国とソ連の戦略的、政治的ドクトリンの相違は、1950年代半ばの中ソ対立をさらに拡大させた。

### ベトナム戦争中の政治展開
ソ連との同盟を選択したベトナム民主共和国（北ベトナム）は、第二次インドシナ戦争において、「インドシナは一つの戦略単位、一つの戦場」という共産主義革命の国際性とそれをもたらすベトナム人民軍の重要な役割に言及し、隣国ラオス、カンボジアへの侵攻を正当化した。しかし、この国際性は、「一方では中国とベトナム、他方ではベトナムとクメールという時代を超えた対立」など、地域の複雑な歴史的現実によって阻まれた。ラオス人民民主共和国が成立し、1977年7月に「友好協力条約」が結ばれるまで、北ベトナムはラオス国王軍と共産主義者パテート・ラオとの内戦に介入していた。北ベトナム軍が常駐し、重要な補給路や戦略的な中継地（ホーチミン・ルート）を確保・維持した。1958年以降、南北ベトナムの戦闘部隊はカンボジア東部のジャングルに潜入し、ホーチミン・ルートを進んだ。カンボジア共産党の反乱軍は1960年代後半にこれらの聖域に参加した。協力はしたものの、クメール共産党は近代的な社会主義の教義を採用せず、最終的には中国と同盟を結んだ。
アメリカの完全な撤退によって、すべての共産主義勢力の主要かつ共通の敵対者を即座に排除された。カンボジア、ベトナム、ラオスの共産主義政権は、これら2つの対立する派閥のうちの1つに忠誠を誓った。その後の敵対行為は、ベトナムとカンボジア、特にベトナムと中国の間の何世紀にもわたる対立によって煽られた。

## ベトナムのカンボジア侵攻

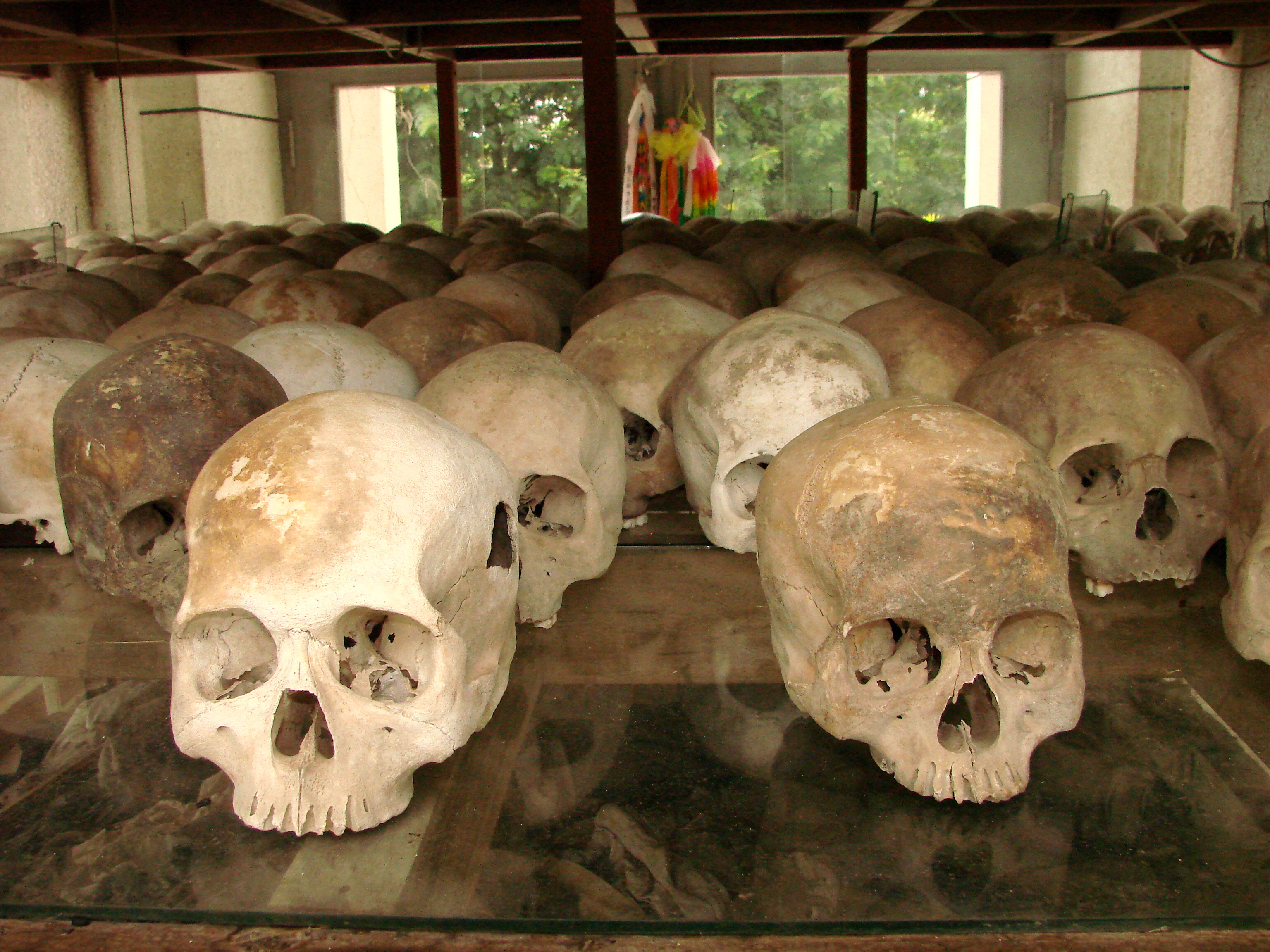
クメール・ルージュは、カンボジア大虐殺で 160万から180万人のカンボジア人を殺害した。また、クメール・ルージュはベトナムのバチュクに侵攻し3,157人のベトナム民間人を虐殺した（バチュク村の虐殺）。これにより、ベトナムはカンボジアに侵攻し、体制を打倒した。

1975年4月と5月にサイゴンとプノンペンが陥落し、その5か月後に共産主義者がラオスを乗っ取った後、インドシナは共産主義政権によって支配された。カンボジアとベトナムの間の武力衝突は、クメール・ルージュ軍がベトナムの領土の奥深くまで進み、村を襲撃して何百人もの民間人を殺害したため、すぐに燃え上がり、エスカレートした。ベトナムは反撃し、1978年12月にベトナム人民軍がカンボジアに侵攻した。軍隊は1979年1月にプノンペンに到着し、1979年春にはタイ国境に到着した。
しかし、中国、アメリカおよび国際社会の大部分がベトナムの軍事行動に反対したため、残りのクメール・ルージュはタイとカンボジアの国境地域に恒久的に定住することができた。国連安保理の会議で、7つの非同盟諸国が停戦とベトナムの撤退の決議案を起草したが、ソ連とチェコスロバキアの反対により失敗した。タイは、クメール・ルージュがベトナムとタイの国内ゲリラを封じ込めるのに役立ったため、自国にクメール・ルージュが存在することを容認した。その後の10年間で、クメール・ルージュはベトナムの敵からかなりの支持を受け、タイ、中国、 ASEAN、アメリカの現実政治における交渉ツールとして機能した。

### ベトナム・タイ紛争
クメール・ルージュ軍は、タイの領土内から活動し、親ハノイ人民共和国のカンプチア政府を攻撃した。同様に、ベトナム軍はタイ国内にあるクメール・ルージュの基地を頻繁に攻撃した。最終的に、タイとベトナムの正規軍はその後の10年間で何度か衝突した。タイの領土主権が何度も侵害されたため、状況はエスカレートした。ベトナム軍とタイ軍の直接対決により、激しい戦闘が発生して多くの死傷者が出た。タイは軍隊を増強し、新しい装備を購入し、ベトナムに対する外交戦線を構築した。

## 中越戦争
中国は、ベトナムのカンボジア占領に対抗してベトナムを攻撃し、ベトナム北部に進入して国境付近のいくつかの都市を占領した。1979年3月6日、中国は懲罰作戦が成功したと宣言し、ベトナムから撤退した。しかし、中国とベトナムはともに勝利を主張した。ベトナム軍がカンボジアにさらに10年以上居座り続けたことは、中国の作戦の戦略的失敗を意味する。一方、この紛争で中国はソ連による同盟国ベトナムへの効果的な支援を阻止することに成功したことを証明した。
軍隊の動員が続く中、ベトナム軍と中国人民解放軍は、1990年まで続いた10年間にわたる一連の国境紛争と海軍の衝突に従事した。どちらの側も長期的な軍事的利益を達成しなかったため、これらの主にローカルな交戦は通常、長期にわたる孤立状態で使い果たされた。1980年代後半までに、ベトナム共産党（VCP）はドイモイ政策を採用し始め、特に対中政策を再考した。中国との長期にわたる敵対関係は、経済改革、国家安全保障、政権の存続に有害であると認識されていた。多くの政治的譲歩により、1991年の国交正常化プロセスへの道が開かれた。

## 地域紛争
- ラオスの反政府暴動
- タイ国共産党の反政府暴動
- タイ・ラオス国境戦争
- ジョンソン・サウス・リーフの小競り合い
- ベトナムに対するフルロの反乱